# Trouble Preferred
Pour plus de détails, voir Fiche technique et Distribution.
Trouble Preferred (littéralement, Problème préféré) est un film américain réalisé par James Tinling, sorti en 1948.
Ce film de série B met en scène deux femmes policières débutantes à qui l'on confie une enquête sur une tentative de suicide d'une femme.

## Fiche technique
- Titre : Trouble Preferred
- Réalisation : James Tinling
- Assistant-réalisateur : Maurice Vaccarino
- Scénario : Arnold Belgard
- Photographie : Benjamin H. Kline
- Montage :  Roy Livingston (en)
- Musique : Lucien Cailliet
- Direction artistique : Eddie Imazu
- Décors : Fay Babcock
- Costumes :
- Son :  Frank Webster
- Producteur : Sol M. Wurtzel
- Société de production : Sol M. Wurtzel Productions
- Société de distribution : Twentieth Century Fox
- Pays d'origine :  États-Unis
- Langue : Anglais américain
- Métrage : 1 730,35 m (7 bobines)
- Format : Noir et blanc — 35 mm — 1,37:1 — Son : Mono  (Western Electric Recording)
- Genre : Film dramatique, Film policier, Film d'aventure, Film d'action, Thriller
- Durée : 63 minutes (1 h 3)
- Dates de sortie : 
  -  États-Unis : 31 décembre 1948 (Los Angeles, première) / 3 janvier 1949 (sortie nationale)

## Distribution
- Peggy Knudsen : Dale Kent
- Lynne Roberts : Madge Walker
- Charles Russell : Lt. Rod Brooks
- Paul Langton : Ed Poole
- Marcia Mae Jones : Virginia Evans
- Mary Bear : Sgt. Hazel Craine
- James Cardwell (en) : Hal 'Tuffy' Tucker
- June Storey : Hilary Vincent
- Paul Guilfoyle : Baby Face Charlie